# Pierre Croûte
La Pierre Croûte est un mégalithe situé à Bellignies, dans le département français du Nord.

## Historique
Initialement la pierre était dressée à Houdain-lez-Bavay, au lieu-dit « Trou des Sarrazins ». En 1810, Jean-Baptiste Lambiez pratiqua des fouilles au pied du monument et le fit déplacer dans le parc du château du comte de Bellignies.

## Description
La pierre est de forme ovalaire, aplatie sur ses grandes faces. Elle repose à plat. Elle mesure 3,20 m de long sur 2,50 m de large et 1,30 m d'épaisseur. Ses dimensions actuelles sont inférieures à celles données par Jean-Baptiste Lambiez, il se pourrait que la pierre fut endommagée durant son transport. Elle est constituée d'un bloc de calcaire dévonien de couleur jaunâtre à oolithes ferrugineuses.
Jean-Baptiste Lambiez affirme avoir trouvé au pied du monument une grande quantité de fragments de poterie, d’ossements animaux et de débris de cornes. Toutes choses qu'il attribua à la pratique de sacrifices d'animaux. La pierre comporte trois groupes de cupules dans lesquels certains reconnurent une carte astronomique incluant la Grande Ourse.
Selon L. Quarré-Reybourbon, « elle ne paraît pas pouvoir être rangée parmi les monuments mégalithiques » mais selon L. Desailly, il s'agirait d'un menhir.
Son nom lui vient de son apparence qui fait penser à une croûte de pain.